# اواره (ایلام)
اواره (ایلام)، روستایی از توابع بخش چوار شهرستان ایلام در استان ایلام ایران است.

## جمعیت
این روستا در دهستان ارکوازی قرار دارد و براساس سرشماری مرکز آمار ایران در سال ۱۳۸۵، جمعیت آن ۲۳ نفر (۵خانوار) بوده‌است.